# 托马斯·哈维
托马斯·斯托尔茨·哈维（1912年10月10日—2007年4月5日）是一名美國病理学家，于1955年对阿尔伯特·爱因斯坦进行尸检。哈维后来在未经许可的情况下将爱因斯坦的大脑保留了数十年。

## 早期职业
哈维在耶鲁大学作为本科生学习，后来在博士哈利·齊默爾曼（Harry Zimmerman）的带领下成为一名医科学生。在医学院的第三年，他患上了肺结核，因病第四年在疗养院卧床不起，哈维声称这是他一生中最大的遗憾之一。

## 阿尔伯特·爱因斯坦的尸检
爱因斯坦的尸检于4月18日上午8:00在新泽西州普林斯顿的普林斯顿医院进行，由此哈维博士逕自取出爱因斯坦的大脑，爱因斯坦的大脑重1,230克，完全在人类的正常范围内。哈维在宾夕法尼亚大学的实验室中将保存的大脑分成170片，这项工作历经了三个月才得以完成。随后哈维将这170个切片在显微镜条中切片并固定在载玻片上染色。同時创建了12组幻灯片，每组幻灯片有数百张。哈维为自己的研究保留了两套完整的装置，并将其余的分发给当时精心挑选的主要病理学家。爱因斯坦和他的家人没有允许保存爱因斯坦的大脑，但是当家人了解该研究时，答应哈维只要结果仅能在科学期刊上发表而不是虚构夸大的成果，就允许继续进行研究。

## 盗窃爱因斯坦的大脑
1978年8月，“新泽西月刊”记者史蒂文·列维（Steven Levy）发表了一篇文章“我找到了爱因斯坦的大脑”，基于他在威奇托居住时对哈维博士的采访。1988年，哈维博士退休并搬到劳伦斯。1996年，哈维从威斯顿搬到新泽西州默瑟县霍普威尔镇的泰特斯维尔。在1994年的纪录片《遗物：爱因斯坦的大脑》中，近畿大学教授向哈维请求得到一块大脑，哈维同意并切割了一部分脑干，录像显示哈维把大脑分段并将一部分交给杉本健二。1998年，哈维将爱因斯坦大脑剩下的未切割部分交给普林斯顿大学医学中心的病理学家艾略特·克劳斯博士（Elliot Krauss）。正如瑪麗安·戴蒙德及其同事所发现的那样，爱因斯坦大脑的某些部位被发现神经胶质细胞的比例高于普通男性大脑。
2005年，在爱因斯坦逝世50周年之际，92岁的哈维在新泽西州的家中接受了有关大脑历史的采访。

## 逝世
2007年4月5日，哈维在普林斯顿大学医学中心去世。

## 遗产
2010年，哈维的继承人将爱因斯坦大脑的餘下素材转移到了国家卫生与医学博物馆，其中包括14张全脑（现在已经成为碎片）的照片向公众透露。

## 文化参考
哈维盗窃爱因斯坦的大脑及其后续研究的故事，在科学频道节目'Dark Matters: Twisted But True的一集中被引用，这一系列探索了科学发现和实验的黑暗的一面，于2011年9月7日首播。“爱因斯坦大脑的秘密”于2016年6月4日在历史频道播出。